# Estadio Leônidas Sodré de Castro
Het Estadio Leônidas Sodré de Castro is een multifunctioneel stadion in Belém, een stad in Brazilië. 
De bijnamen van het stadion zijn 'Estádio da Curuzú' en 'Vovô da Cidade'. Het stadion wordt vooral gebruikt voor voetbalwedstrijden, de voetbalclub Paysandu SC maakt gebruik van dit stadion. In het stadion is plaats voor 15.115 toeschouwers. Het stadion werd geopend in 1914.